# Мединасели, Николас Фернандес де Кордова
Николас Мария Фернандес де Кордова-и-де ла Серда (исп. Nicolás María Fernández de Córdoba y de la Cerda; 24 мая 1682, Мадрид — 19 марта 1739, Мадрид), 9-й герцог де Ферия — испанский аристократ.

## Биография
Сын Луиса Маурисио Фернандеса де Кордова Фигероа, 7-го герцога де Ферия, и Феличе Марии де ла Серда.
В 1700 году наследовал своему бездетному старшему брату Мануэлю Луису как герцог де Ферия.
При жизни брата был приближенным королевы Марии Анны Пфальц-Нейбургской, второй жены Карла II, а затем занимал должности дворянина Палаты Филиппа V, майордома и первого рыцаря королевы Марии Луизы Савойской.
В 1711 году наследовал своему бездетному дяде герцогу Мединасели, став таким образом одним из крупнейших владетелей в Испании и Европе. В начале 1714 года монарх выбрал дворец герцога Мединасели, чтобы удалиться туда после смерти своей первой жены. Затем он назначил герцога чрезвычайным послом, отвечавшим за встречу от его имени новой королевы, при которой Николас Мария также был первым рыцарем и старшим майордомом. Королевским указом от 10 января 1724 года он был пожалован в рыцари ордена Золотого руна, орденскую цепь которого получил из рук короля Луиса I.
Был очень религиозным человеком, одарявшим своими милостями церкви, часовни и оратории.

## Семья
Жена (30.09.1703): Херонима Мария Спинола де ла Серда (20.02.1687—1709), дочь Карлоса Фелипе Спинола-и-Колонна, маркиза де лос Бальбасес и герцога де Сесто, и Изабель Марии де ла Серда-и-Арагон. Доводилась мужу двоюродной сестрой.
Дети:
- Луис Антонио (20.09.1704—24.01.1768), герцог де Мединасели.
- Мария Феличе (50.10.1705—7.02.1748). Муж (10.08.1728): Хосе Мария де Гусман (1709—1781), маркиз де Монтеалегре, граф де Оньяте
- Фелипе Антонио Леонардо (9.01.1708—)
- Тереса Франсиска (27.05.1713—1757). Муж (до 1740): Антонио Альварес де Толедо (1716—1773), маркиз де Вильяфранка дель Бьерсо
- Хоакин Диего Николас (5.11.1715—7.01.1717)
- Хуан де Мата (26.07.1723—9.08.1777). Жена (24.06.1739): Ана Сармьенто де Кордова (20.05.1725—18.02.1770) 6-я графиня де Сальватьерра
- Буэнавентура (23.02.1724—6.01.1777), кардинал де ла Серда

## Титулы
- X герцог Мединасели
- IX герцог де Ферия
- X герцог Сегорбе
- XII герцог де Кардона
- VIII герцог де Алькала-де-лос-Гасулес
- VII маркиз де Вильяльба
- IX маркиз де Приего
- VII маркиз де Монтальбан
- VII маркиз де Вильяфранка
- X маркиз де Пальярс
- IX маркиз де Дения
- XI маркиз де Тарифа
- VI маркиз де Алькала де ла Аламеда
- IX маркиз де Комарес
- XII граф де Лос-Моларес
- граф де Прадес
- граф де Ампурьяс
- граф де Буэндиа
- IX граф де Санта-Гадеа
- граф де Вильямюр